# Калевища
Калèвища (произношение в местния говор Калèвишча, на гръцки: Καλή Βρύση, Кали Вриси, до 1928 година Καλέβιστα, Калевиста) е село в Егейска Македония, Република Гърция, част от дем Нестрам в административната област Западна Македония.

## География
Селото е разположено на 25 km югозападно от град Костур, на 1180 m надморска височина в северното подножие на планината Алевица. Разстоянието от последната къща до границата с Албания е 300 m. Местоположението му е панорамно с гледка към Костурската котловина и долината на река Девол в Албания. В северната част на селото тече Рекичко (Ρακίτσκο), а в южната Коцоборе (Κοτσομπόρε).

## История

### В Османската империя
Селото се споменава в османски дефтер от 1530 година под името Калувище с 16 семейства.
Първата църква в селото „Свети Атанасий“ е построена в 1710 година, за което свидетелства взиданата в нея каменна плоча с изписана година. В края на XIX век Калевища е село в Хрупишка нахия на Костурска каза на Османската империя. Традиционно селото гравитира около съседното голямо село Яновени и е едно от петте яновенски села. Храмът „Свети Димитър“ е от 1860 година или от 1865 година. Къщите на селото около 80-90, а жителите не надвишават 500 (70 семейства), които се занимавали предимно с дърводобив, земеделие, зидария и животновъдство. Селото има 1500 декара обработваема земя. Калевищани са известни строители и като такива ходят на гурбет в Корча, Костур, Солун, Лариса.
Според Николаос Схинас („Οδοιπορικαί σημειώσεις Μακεδονίας, Ηπείρου, Νέας οροθετικής γραμμής και Θεσσαλίας“) в средата на 80-те години на XIX век Калевиста (Καλέβιστα) има 150 жители християни. Според статистиката на Васил Кънчов („Македония. Етнография и статистика“) в 1900 година Калевища има 455 жители българи християни.
На Етнографската карта на Битолския вилает на Картографския институт в София от 1901 година Калевища е чисто българско село в Костурската каза на Корчанския санджак със 70 къщи.
В началото на XX век жителите на Калевища са под върховенството на Цариградската патриаршия. По данни на секретаря на Българската екзархия Димитър Мишев („La Macédoine et sa Population Chrétienne“) в 1905 година в селото има 400 българи патриаршисти гъркомани и работи гръцко училище.
Гръцка статистика от 1905 година представя селото като гръцко – с 400 жители. Според Георги Константинов Бистрицки Калевища преди Балканската война има 75 български къщи.
В 1910 година в селото има 400 православни гърци.
На етническата карта на Костурското братство в София от 1940 година, към 1912 година Калевица е обозначено като българско селище.

### В Гърция
През Балканската война селото е окупирано от гръцки части и след Междусъюзническата война в 1913 година влиза в Гърция.
Боривое Милоевич пише в 1921 година („Южна Македония“), че Калевища (Калевишта) има 55 къщи славяни християни. В 1928 година селото е прекръстено на Кали Вриси, в превод хубава чешма.
В 1928 година в селото има само един грък бежанец. В същата 1928 година в селото е построено първото основно училище. През 20-те години в селото има 4 чешми, 2 училища, 2 църкви, 3 параклиса, 1 мелница за брашно, жандармерия и митница.
По време на Втората световна война италиански бомбардировки разрушават напълно църквата „Свети Атанасий“, училището и църквата „Свети Ахил“ на Алевица. „Свети Ахил“ е построена от жителя на Калевища Гине и е разрушена от италианците на 28 октомври 1940 година.
По време на Гръцката гражданска война селото пострадва силно - селото дава 25 убити, а 174 от жителите му бягат в социалистическите страни, а останалите жители са разселени в околните полски села. 48 деца са изведени извън страната от комунистическите власти като деца бежанци.
След войната селото е възстановено от част от предишните си жители. Но през 50-те години отново е насилствено изселено като гранична територия. В 1953 година землището му е присъединено към това на Ревани, а в 1961 година е заличено. От 1997 година селото е част от дем Акритес, който от 1 януари 2011 година по закона Каликратис е слят с дем Нестрам.
Към началото на XXI век селото има около 20 сгради.
| Година    | 1913 | 1920 | 1928 | 1940 | 1951 | 1961 | 1971 | 1981 | 1991 | 2001 | 2011 | 2021 |
| --------- | ---- | ---- | ---- | ---- | ---- | ---- | ---- | ---- | ---- | ---- | ---- | ---- |
| Население | 443  | 368  | 392  | 305  | 85   |      |      |      |      | 67   | 0    | 9    |

## Личности
Родени в Калевища
- Ахилеас Папайоану (1918 – 2014), гръцки комунист
- Васил Христов (Христопулос, 1912 – 1948), гръцки комунист, той е между първите влязъл във формированията на ЕЛАС; доброволец в ДАГ и взима участие в отбраната на Вич и Грамос; стига до чин капитан; загива в 1948 година в местността Гупата в близост до връх Котел на Грамос[20]
- Яни Кочов, гъркоманин свещеник и деец на гръцката въоръжена пропаганда[21][22]

Починали в Калевища
- Христо Белчо (19 октомври 1921 – 23 декември 1945), гръцки комунист
- Пандо Влахов (1903 – 23 декември 1945), гръцки комунист[23]